# Scopula rhodinaria
Scopula rhodinaria là một loài bướm đêm trong họ Geometridae.